# Portland (Colorado)
Pour les articles homonymes, voir Portland.
La census-designated place de Portland est située dans l’État du Colorado, aux États-Unis. Sa population, qui s’élevait à 135 habitants lors du recensement de 2010, est estimée à 93 habitants en 2019.

## Démographie
| 2000 | 2010 | - | - | - | - |
| ---- | ---- | - | - | - | - |
| 190  | 135  | - | - | - | - |